# (33528) Jinzeman
(33528) Jinzeman (1999 HL) – planetoida z pasa głównego asteroid okrążająca Słońce w ciągu 3,57 lat w średniej odległości 2,34 j.a. Odkryta 17 kwietnia 1999 roku.